# Zajcawa (sielsowiet Zabałaccie)
Zajcawa (biał. Зайцава; ros. Зайцево, Zajcewo) – wieś na Białorusi, w obwodzie witebskim, w rejonie orszańskim, w sielsowiecie Zabałaccie, nad rzeką Adrou.